# Рейчъл Скарстен
Рейчъл Алис Мари Скарстен е канадска актриса. Известна е с ролите си на Дина Ланс в сериала „Птичи Поглед“, Тамсин в „Изгубено момиче“ и тази на Елизабет в сериала „Царуване“.

## Биография
Рейчъл Скарстен е родена на 23 април 1985 г. в Торонто и има по малък брат. Учи в кралската академия по танци в продължение на 12 години и посещава школата по изкуства на Клод Уотсън от 4 до 8 клас там тя завършва специалност по визуални изкуства.
| година | Заглавие                            | роля            | бележки            |
| ------ | ----------------------------------- | --------------- | ------------------ |
| 2002   | Virginia's Run                      | Керълайн Лофтън |                    |
| 2003   | Страх от тъмното                    | Хедър Фонтейн   |                    |
| 2007   | Джак Брукс: Убиец на чудовища       |                 |                    |
| 2007   | Американски пай представя бета къща | Шарън           | Директно във видео |
| 2011   | сервитут                            | Алекс           |                    |
| 2012   | Две ръце към устата                 | Лия Уайтфийлд   |                    |
| 2014   | В моите мечти                       | Джеса           |                    |
| 2015   | Петдесет нюанса сиво                | Андреа          |                    |
| 2017   | Играта на Моли                      | Лия             |                    |
| 2018   | сведущ                              | Claire          | Пост продукция     |

| година      | Заглавие                               | роля                         | бележки                                   |
| ----------- | -------------------------------------- | ---------------------------- | ----------------------------------------- |
| 1998        | Известният Джет Джаксън                | Мики Туити                   | Епизод: „Вул-Мък-а-Хий“                   |
| 1998 – 1999 | Малки мъже                             | Елизабет „Бес“ Лорънс        | Главна роля                               |
| 1999        | Правосъдие                             | актриса                      | Телевизионен филм                         |
| 2000        | Ангели в Полето                        | Бриджит                      | Телевизионен филм                         |
| 2000        | Два пъти в живота                      | Джули Адамс                  | Епизод: „Curveball“                       |
| 2001        | Скъпоценен камък                       | Raylene Hilburn (възраст 14) | Телевизионен филм                         |
| 2001        | Скрип сови                             | Суки Съдърланд               | Епизод: „А звездата си отива“             |
| 2002        | Спорт POV на CBC                       | Домакин на науката за спорта |                                           |
| 2002        | Преследвач                             | Джейми Суенсън / Лонтория    | Епизод: „Чудото“                          |
| 2002 – 2003 | Хищни птици                            | Дина Ланс                    | Главна роля                               |
| 2003        | липсващ                                | Бритни Мур                   | Епизод: „Основно обучение“                |
| 2005        | Категория 7: Краят на света            | Лира Дъфи                    | Mini-серия                                |
| 2010        | Изработен, Филмът                      | И аз                         | Телевизионен филм                         |
| 2011        | пробуждане                             | Лейла                        | Телевизионен филм                         |
| 2011        | Flashpoint                             | Натали Брадък                | 4 епизода                                 |
| 2011 – 2012 | Слушателят                             | Елайзе                       | 3 епизода                                 |
| 2012        | Комплексът от Ел Ей                    | Роксана                      | 3 епизода                                 |
| 2012        | Транспортер: Серията                   | Делия                        | Епизод: „Дъщерята на генерала“            |
| 2012        | Красавицата и звярът                   | Брук                         | Епизоди: „Заслужава“ и „Шаферка горе!“    |
| 2013 – 2015 | Изгубено момиче                        | Тамсин                       | Повтаряща се роля                         |
| 2013        | Изгубено момиче: Вечер в Клубната къща | себе си                      | Телевизионен филм                         |
| 2014        | В моите мечти                          | Джеса                        | Телевизионен филм                         |
| 2015 – 2017 | Царуване                               | Елизабет                     | сезони 2,3,4                              |
| 2015        | Червената рокля                        | Патриша                      | Телевизионен филм                         |
| 2017        | Уинона Ърп                             | Елиза Шапиро                 | Епизод: „Стоманени пръти и каменни стени“ |
| 2017        | Ожени се за мен по Коледа              | Мадлин Круг                  | Телевизионен филм                         |
| 2018        | Измамници                              | Мак Лангмор                  | Повтаряща се роля                         |
| 2019        | Batwoman                               | Алис / Бет Кейн              | Главна роля                               |

|  | Тази страница частично или изцяло представлява превод на страницата Rachel Skarsten в Уикипедия на английски. Оригиналният текст, както и този превод, са защитени от Лиценза „Криейтив Комънс – Признание – Споделяне на споделеното“, а за съдържание, създадено преди юни 2009 година – от Лиценза за свободна документация на ГНУ. Прегледайте историята на редакциите на оригиналната страница, както и на преводната страница, за да видите списъка на съавторите. ВАЖНО: Този шаблон се отнася единствено до авторските права върху съдържанието на статията. Добавянето му не отменя изискването да се посочват конкретни източници на твърденията, които да бъдат благонадеждни. |